# ソコ G-4
ソコ G-4 スーパーガレブ
セルビア空軍のG-4 スーパーガレブ
- 用途：練習機、軽攻撃機
- 製造者：ソコ
- 運用者：
  -  ユーゴスラビア（ユーゴスラビア社会主義連邦共和国空軍）
  -  セルビア（セルビア空軍）他
- 初飛行：1978年7月17日
- 運用開始：1985年

ソコ G-4 スーパーガレブ(SOKO G-4 Super Galeb)は、ユーゴスラビアで開発されたジェット練習機。

## 概要
1970年代に前作G-2 ガレブ及びT-33の後継として開発された機体で、名称こそガレブを受け継いでいるが全くの新設計機である。初号機は1978年7月17日に、2号機は翌年12月17日にそれぞれ初飛行した。1980年12月17日には前量産型機が初飛行し、全規模生産は1983年に開始され、1985年からユーゴスラビア空軍への引き渡しを開始。ユーゴスラビア空軍の曲技飛行隊「レテッチェ・スヴェズデ」でも使用されていた。少数ながらミャンマーへ輸出もされている。
機体はBAe ホークに似た低翼の単発機で、主翼は22度の後退角を持つ後退翼となっている。 タンデム複座のコックピットは後席が25cm高く配置され、前後どちらにもマーチンベーカー製の射出座席を装備している。中央胴体下部には離陸補助用ロケットの装備も可能とされているが、実際に使用されたかどうかは不明である。主翼下と胴体下に合計5箇所のハードポイントを備え、軽攻撃機としての使用も可能。
総生産数は136機に達したとされているが、ユーゴスラビア紛争の影響で91機の生産に留まったとする資料もある。1992年5月にソコ社のモスタル工場が閉鎖された際はまだ数機の機体フレームが未完成状態のまま残っており、生産用の治工具はUTVA社に引き取られたが、生産の再開は確認されておらず、そのまま生産は終了したと見られている。
その前年には対地攻撃能力を強化したG-4Mという派生型が発表されており、機外搭載重量を増やし、電子機器の近代化や主翼端へ空対空ミサイル用ランチャーの装備を行うとされ、J-21ヤストレブの後継として装備が進められるとも言われていたが、実用化には至らなかった。
ボスニア・ヘルツェゴビナ紛争の際は、旧ユーゴスラビア空軍機の一部がセルビア人勢力によって使用されていた。一連の紛争を生き延びた機体は現在も旧ユーゴスラビア諸国で運用されており、セルビアが保有する機体の一部は近代化改修を施されたG-4MDとなっている。セルビア空軍および防空軍では2025年7月時点でも21機を保有し、うち10機が完全運用状態とされる。後継機の調達活動を開始しており、2030年までに納入開始を予定している。
唯一の輸入国であったミャンマー空軍では、1960年代前半から長らく使用されてきたAT-33の代替の軽攻撃機として、1990年代初頭に導入した。2014年現在も胴体下に機銃ポッドを搭載して爆撃任務や近接航空支援に従事している。

## 運用国
- ユーゴスラビア
- セルビア（ユーゴスラビアから継承）
- モンテネグロ（ユーゴスラビアから継承）
- ボスニア・ヘルツェゴビナ（ユーゴスラビアから継承）
- ミャンマー

## 諸元
- 全長：12.25m（機首プローブ含む）
- 全幅：9.88m
- 全高：4.30m
- 翼面積：19.50 m2
- 運用自重：3,172kg
- 最大離陸重量：6,300kg
- エンジン：ロールス・ロイス ヴァイパーMk632-46 ターボジェットエンジン（定格推力17.79kN） × 1
- 最大巡航速度：845km/h（高度6,000m）
- 海面上昇率：1,860m/min槽
- 実用上昇限度：12,850m
- 航続距離：1,900km（機内燃料最大時）、2,500km（増槽使用フェリー飛行時）
- 荷重制限：+8G/-4.2G
- 乗員：2名
- 武装：胴体下部にGSh-23L機関砲ポッド ほか各種爆弾、ロケット弾など兵装搭載量1,280kg